# Піві-малюк західний
Піві-малюк західний (Empidonax difficilis) — вид горобцеподібних птахів родини тиранових (Tyrannidae). Мешкає на заході Північної Америки.

## Опис
Довжина птаха становить 14-17 см, розмах крил 20 см, довжина крила 6-7 см, вага 9-12 г. Верхня частина тіла оливково-зелена, нижня частина тіла жовтувата. Крила темні з двома блідо-жовтими смугами. Дзьоб широкий, жовтуватий або світло-рожевий, навколо очей світлі кільця.

## Підвиди
Виділяють три підвиди:

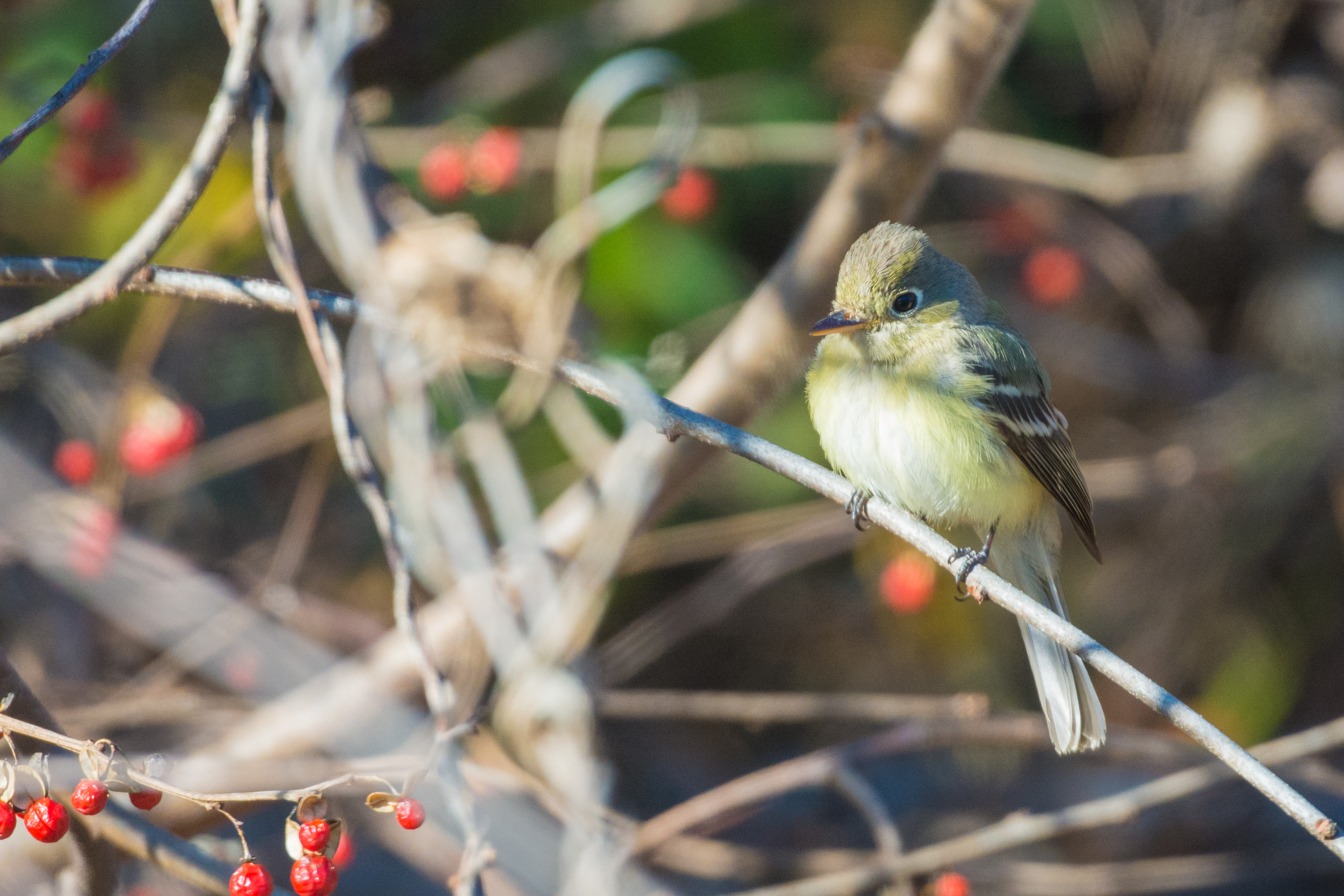
Західний піві-малюк

- E. d. difficilis Baird, SF, 1858 — Південно-Східна Аляска, західна Канада (Британська Колумбія, західна Альберта), захід США (Вашингтон, Орегон, північно-західна Монтана, північне Айдахо), Каліфорнія) і північ Баха-Каліфорнії. Зимують на заході Мексики;
- E. d. insulicola Oberholser, 1897 — Канальні острови (Каліфорнія);
- E. d. cineritius Brewster, 1888 — гори Сьєрра-де-ла-Лагуна[en] на півдні Каліфорнійського півострова.

## Поширення і екологія
Західні піві-малюки гніздяться в Канаді, Сполучених Штатах Америки та на північному сході Мексики, зимують на тихоокеанському узбережжі Мексики. Представники підвиду E. d. cineritius є осілими. Західні піві-малюки живуть в густих хвойних і мішаних лісах, зокрема в лісах західної тсуги, псевотсуги Мензіса, цукрової сосни, велетенської туї, вічнозеленої секвої і каліфорнійського річкового кедра, поблизу річок і струмків, на висоті від 1500 до 3500 м над рівнем моря.

## Поведінка
Західні піві-малюки живляться комахами та іншими дрібними безхребетними, на яких вони чатують, сидячи на гілці. Вони є переважно моногамними птахами, однак дослідження, проведене у Британчській Колумбії показало, що кожен сьомий самць спарюється з двома самицями. Сезон розмноження триває з квітня по липень, площа гніздової території становить від 1,5 до 3,5 га. В кладці 4 яйця, інкубаційний період триває приблизно 13-16 днів, пташенята покидають гніздо через 14-17 днів після вилуплення. Вони набувають статевої зрілості у річному віці, а живуть приблизно 6 років. За сезон може вилупитися два виводки.

## Збереження
МСОП класифікує цей вид як такий, що не потребує особливих заходів зі збереження. За оцінками дослідників, популяція західних піві-малюків становить приблизно 9,5 мільйонів птахів і є стабільною.